# Minions Paradise
 (octobre 2015).
Si vous disposez d'ouvrages ou d'articles de référence ou si vous connaissez des sites web de qualité traitant du thème abordé ici, merci de compléter l'article en donnant les références utiles à sa vérifiabilité et en les liant à la section « Notes et références ».
Minions Paradise est un jeu mobile du genre city-builder, avec magasin intégré, fondé sur la licence Moi, moche et méchant. Il est développé par Electronic Arts en partenariat avec Illumination Entertainment et Universal Partnerships & Licensing. Il est sorti sur les plateformes Android et iOS le 7 juillet 2015, quelques jours avant la sortie du film Les Minions.

## Histoire
Le joueur incarne Phil, un Minion qui a fait accidentellement échouer le bateau de croisière des Minions. Ayant fait naufrage sur une île tropicale, il décide de transformer cet endroit en véritable paradis pour Minions.
Le jeu n'est plus disponible depuis mai 2017.

## Système de jeu
Les missions et le marché permettent d'acquérir des dollars de sable. Le joueur peut alors acheter et créer différents types de bâtiments.